# Landesregierung Maurer IV
Die Landesregierung Maurer IV bildete die Niederösterreichische Landesregierung in der ersten Hälfte der XI. Gesetzgebungsperiode vom 19. April 1979 bis zum Rücktritt von Landeshauptmann Andreas Maurer am 22. Jänner 1981. Die Landesregierung folgte der Landesregierung Maurer III nach. Nach der Landtagswahl vom 25. März 1979 stellte die Österreichische Volkspartei (ÖVP) vier Regierungsmitglieder, die Sozialdemokratische Partei Österreichs (SPÖ) stellte 3 Regierungsmitglieder. Während der Amtsperiode kam es zu mehreren Änderungen in der Regierungszusammensetzung. Matthias Bierbaum (ÖVP) legte sein Mandat am 27. März 1980 zurück, ihm folgte noch am selben Tag Erwin Pröll als Landesrat nach. Landeshauptmannstellvertreter Hans Czettel starb am 27. September 1980. Leopold Grünzweig wurde in der Folge am 9. Oktober 1980 vom Landesrat zum Landeshauptmannstellvertreter gewählt. Zur letzten Änderung kam es, nachdem Karl Schneider (ÖVP) sein Mandat am 2. Oktober 1980 niederlegte. Für ihn rückte am 9. Oktober 1980 Ernst Höger vom Landtag in die Landesregierung auf. Nach dem Rückzug von Andreas Maurer wurde am 22. Jänner 1981 die Landesregierung Ludwig I angelobt.

## Regierungsmitglieder
| Amt | Name              | Partei | Ressorts |
| --- | ----------------- | ------ | -------- |
| Landeshauptmann                                                                                          | Andreas Maurer    | ÖVP    |          |
| Landeshauptmannstellvertreter                                                                            | Siegfried Ludwig  | ÖVP    |          |
| Landeshauptmannstellvertreter am 9. Oktober 1980 vom Landesrat zum Landeshauptmannstellvertreter gewählt | Leopold Grünzweig | SPÖ    |          |
| Landesrat ab 2. Oktober 1980                                                                             | Erwin Schauer     | ÖVP    |          |
| Landesrat ab 27. März 1980                                                                               | Erwin Pröll       | ÖVP    |          |
| Landesrat                                                                                                | Ernest Brezovszky | SPÖ    |          |
| Landesrat ab 9. Oktober 1980                                                                             | Ernst Höger       | SPÖ    |          |
| Vorzeitig ausgeschiedene Mitglieder der Landesregierung                                                  |                   |        |          |
| Landeshauptmannstellvertreter bis 27. September 1980                                                     | Hans Czettel      | SPÖ    |          |
| Landesrat bis 27. März 1980                                                                              | Matthias Bierbaum | ÖVP    |          |
| Landesrat bis 2. Oktober 1980                                                                            | Karl Schneider    | ÖVP    |          |